# Giacomo Antonelli
Giacomo kardinál Antonelli (2. dubna 1806, Sonnino – 6. listopadu 1876, Řím) byl italský římskokatolický jáhen, kardinál a papežský státní sekretář. Byl jedním z posledních kardinálů, kteří nikdy nepřijali kněžské svěcení.